# ادمون كاستل
ادمون كاستل (بالفرنسية: Edmond Castel)‏ هو ممثل فرنسي، ولد في 26 مارس 1886 في فرنسا، وتوفي في 1 نوفمبر 1947 بنويي-سور-سين في فرنسا.

## وصلات خارجية
- ادمون كاستل على موقع IMDb (الإنجليزية)
- ادمون كاستل على موقع ألو سيني (الفرنسية)
- ادمون كاستل على موقع أول موفي (الإنجليزية)
- ادمون كاستل على موقع قاعدة بيانات الأفلام السويدية (السويدية)
- ادمون كاستل على موقع قاعدة بيانات الفيلم (الإنجليزية)
- ادمون كاستل على موقع كينوبويسك (الروسية)